# 大泰竹
大泰竹（学名：Thyrsostachys oliveri）为禾本科泰竹属下的一个种。

## 扩展阅读
- 維基物種上的相關：大泰竹